# Théorème fondamental de la géométrie projective
 (avril 2016).
 (février 2024).
Si vous disposez d'ouvrages ou d'articles de référence ou si vous connaissez des sites web de qualité traitant du thème abordé ici, merci de compléter l'article en donnant les références utiles à sa vérifiabilité et en les liant à la section « Notes et références ».
Il y a deux théorèmes fondamentaux de la géométrie projective : 
- le premier affirme que, quels que soient les repères projectifs d'un espace projectif de dimension finie sur un corps commutatif, il existe une unique homographie qui envoie l'un sur l'autre ;
- le second, que toute bijection entre des espaces projectifs sur des corps ayant plus de deux éléments, qui envoie toute droite sur une droite, est induite par une bijection semi-linéaire.

## Premier théorème fondamental de la géométrie projective

### Premier théorème fondamental de la géométrie projective
Soit K un corps (commutatif ou non) et E et F des espaces vectoriels de dimension finie n supérieure ou égale à 2 sur K. On appelle repère projectif de l'espace projectif P(E) déduit de E tout (n + 1)-uplet de points de P(E) tel qu'aucun de ces points n'appartient au sous-espace projectif de P(E) engendré par n-1 autres points (autrement dit, le plus petit sous-espace projectif qui contient n de ces points est l’espace entier).
Si n = 2, alors E est un plan vectoriel sur K et P(E) est une droite projective sur K. Les repères projectifs de P(E) ne sont autres que les triplets de points distincts de P(E) (c'est alors purement ensembliste).
Premier théorème fondamental de la géométrie projective. Soient ({\displaystyle x_{i}}) et ({\displaystyle y_{i}}) des repères projectifs de P(E) et P(F). Il existe une homographie f de P(E) sur P(F) (c'est-à-dire la bijection de P(E) sur P(F) déduite d'un isomorphisme d'espaces vectoriels de E sur F) telle que f({\displaystyle x_{i}}) = {\displaystyle y_{i}} pour i = 1, ..., n + 1, et, pour qu'il en existe une seule, il faut et il suffit que K soit commutatif. Si E = F, cela signifie que le groupe projectif PGL(E) de E agit transitivement sur l'ensemble des repères projectifs de P(E), et pour qu'il y agisse simplement transitivement, il faut et il suffit que K soit commutatif.
On suppose que K est commutatif et que n = 2. Le théorème affirme donc que, quels que soient les points distincts x, y et z de P(E) et les points distincts s, t et u de P(F), il existe une unique homographie f de P(E) sur P(F) telle que f(x) = s, f(y) = t et f(z) = u. En particulier, si E = F, le groupe PGL(E) opère triplement transitivement sur P(E).
On suppose toujours que K est commutatif et que n = 2. Soient a, b, c et d des points de P(E) tels que a, b et c sont distincts. Il existe donc une unique homographie f de P(E) sur la droite projective {\displaystyle P_{1}}(K) = K ∪ {∝} telle que f(a) = ∝, f(b) = 0 et f(c) = 1, et alors f(d) est l'élément de K ∪ {∝} qu'est le birapport de (a, b, c, d). On a donc ici une définition géométrique du birapport.

### Premier théorème fondamental de la géométrie projective plane du point de vue synthétique
Théorème fondamental de la géométrie projective — Dans un plan, il existe une et une seule transformation projective d'une division rectiligne en elle-même ou en une autre division rectiligne, transformant trois points distincts de la première en trois points distincts de la seconde.
En géométrie projective du plan, le théorème fondamental est une base de démonstration puissante, qui permet pratiquement de tout démontrer. Mais il est un peu frustrant dans la mesure où il est trop puissant pour certaines petites propriétés, il ne permet pas de comprendre vraiment pourquoi telle petite propriété est vraie.
Tout dépend des axiomes que l'on a décidé d'utiliser.
Dans ce cas précis, les axiomes sont :
les axiomes du plan projectif-tout-court :
- Un plan projectif est un ensemble
- C'est un ensemble de points
- Certains sous-ensembles s'appellent des droites.

les axiomes du plan projectif d'incidence :
- Il existe au moins 2 points dans le plan.
- Chaque droite possède au moins 3 points.
- Pour deux points distincts il existe une et une seule droite qui leur est incidente.
- Deux droites distinctes ont un et un seul point commun.
- Pour toute droite il existe au moins un point non incident à cette droite.

Plus l'axiome du plan projectif fondamental :
- Si une transformation projective unidimensionnelle possède 3 points fixes distincts, alors c'est la transformation identité.

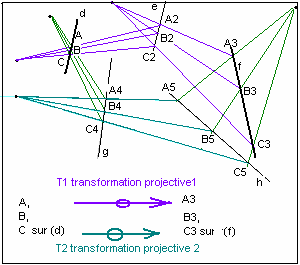
Deux transformations projectives T1 et T2.

Le théorème fondamental de la géométrie projective plane s'énonce ainsi :
Il existe une et une seule transformation projective d'une division rectiligne en elle-même ou en une autre division rectiligne, transformant 3 points distincts de la première en trois points distincts de la seconde.
Le vocabulaire est étrange et s'explique par les tâtonnements dans la découverte des concepts de plus en plus nuancés.
- Configuration unidimensionnelle (en: one-dimensional-form) : (2 cas) ensemble de points incidents à une même droite, appelé aussi division rectiligne, ou ensemble de droites incidentes à un même point, appelé aussi faisceau de droites (en: pencil of lines).
- Transformation projective, projectivité (en: projectivity) : composition de perspectives.
- Perspective : (4 cas) soit une bijection entre une division rectiligne et un faisceau telle qu'un point et sa droite-image sont incidents (en: elementary correspondance) ; soit la bijection inverse ; soit la combinaison des deux dans un ordre ou dans l'autre (en: perspectivity).
- Transformation projective unidimensionnelle : c'est une expression pléonastique pour rappeler que cette transformation projective ne travaille que sur des êtres unidimensionnels du plan ou de l'espace de dimension supérieure.
- Réf. : Atlas des mathématiques, Fritz Reinhardt et Heinrich Soeder, 1974, la Pochothèque en français 1997.
- Réf. en anglais : Coxeter, 1987. Les anglophones ont adopté le vocabulaire de Poncelet, les francophones celui de Chasles.

On devrait en toute rigueur l'appeler le théorème fondamental de la géométrie plane projective mais l'usage en a décidé autrement.
Il faut démontrer l'existence et l'unicité.
Unicité. Admettons qu'il existe une éventuelle première transformation projective T1 qui transforme A, B, C en A3, B3, C3. En existe-t-il d'autres ? Soit une deuxième transformation projective T2 qui a la même propriété. Comme les transformations projectives sont bijectives, on peut considérer l'inverse de T2 (=T2−1 ). Considérons maintenant la transformation composée P = T2−1(T1()). Elle transforme A en A, B en B et C en C. Elle possède 3 points fixes distincts, alors d'après l'axiome ci-dessus c'est la transformation identité : P = I.
Or, par définition de T2−1, I=T2−1(T2()). Nous pouvons transformer cette équation :
T2−1(T1()) = T2−1(T2()). Combinons à gauche avec T2
T2[T2−1(T1())] = T2[T2−1(T2())]. Appliquons l'associativité de cette loi de composition interne
T2(T2−1[T1()]) = T2(T2−1[T2()]). Remplaçons T2(T2−1 par I
I [T1()] = I [T2()] et, I étant l'élément neutre,
T1()  =    T2(), ce qui démontre l'unicité d'une éventuelle transformation projective T1 qui transforme A B C en A3, B3 C3.
Nota. Pour la notation de la loi de composition interne des transformations, on a le choix entre T2 ∘ T1 qui se prononce "T2 rond T1" et signifie "on applique T1 puis T2" et l'autre notation par parenthésages-gigognes  T2 (T1 ( ...etc = "T2 de T1 de...etc". Cette dernière notation est adoptée ici.
Existence. 
Existe-t-il au moins une transformation projective unidimensionnelle qui transforme ABC en A3B3C3?
Ici l'existence est explicitée uniquement pour le cas où 4 couples sont faits de points distincts, à savoir B3, B ; C3, C ; A3, A et C3, A. Soient Delta la droite B-B3, Z = Delta ∩ C-C3, W = Delta ∩ A-A3, b = Delta ∩ A-C3. D'abord précisons que ces droites et ces points existent toujours à cause des axiomes du plan projectif d'incidence rappelés supra. Les points auxiliaires a et c sont en fait confondus avec A et C3. On considère 2 transformations projectives unidimensionnelles :
Tz  de centre Z qui transforme A, B, C en a, b, c.
Tw  de centre W qui transforme a, b, c en A3, B3, C3.
formons la transformation composée  U=Tw(Tz()).
U transforme A B C en A3 B3 C3. L'existence est donc démontrée.
Commentaire sur l'aspect axiomatique : cette démonstration de l'unicité peut paraître décevante dans la mesure où elle découle mécaniquement de l'axiome des 3 points fixes. Ce n'est que reculer pour mieux sauter, mais on n'y peut rien, c'est la démarche axiomatique. Si on veut remonter plus loin dans les axiomes, il faut par exemple démontrer le théorème suivant : Si une transformation projective unidimensionnelle possède 3 points fixes distincts, alors c'est la transformation identité. Pour ce faire, on doit partir d'un système d'axiomes plus amont.
Une référence : (en) H.S.M. Coxeter, Projective Geometry, Springer, 1987, 1998. Chap 2.1.Axioms.

## Second théorème fondamental de la géométrie projective
Le second théorème fondamental de la géométrie projective établit le lien avec les isomorphismes (ou collinéations (en)) entre espaces projectifs au sens synthétique et l'algèbre linéaire : tout isomorphisme entre deux espaces projectifs qui vérifient l'axiome de Desargues provient d'une bijection semi-linéaire entre des espaces vectoriels.
Soient K et L des corps (commutatifs ou non), E et F des espaces vectoriels de dimensions (finies ou infinies) supérieures ou égales à 2 sur K et L respectivement.

### Collinéations
On suppose que les dimensions de E et F sont supérieures ou égales à 3.
Considérons les espaces projectifs P(E) et P(F) déduits de E et F respectivement. On appelle collinéation (en) de P(E) sur P(F) toute bijection u de P(E) sur P(F) telle que l'image par u de toute droite projective de P(E) est une droite projective de P(F).
La bijection réciproque d'une collinéation est une collinéation et la composée de deux collinéations est une collinéation. Les collinéations ne sont autres que les isomorphismes entre espaces projectifs du point de vue de la géométrie synthétique.
Si K = L et si E = F, l'ensemble des collinéations de P(E) sur lui-même est un groupe pour la composition des applications.
Si K = L, toute homographie de P(E) sur P(F) est une collinéation, et en particulier, si E = F, le groupe projectif PGL(E) de E est un sous-groupe du groupe des collinéations de P(E), qui est distingué dans ce groupe.

### Semi-homographies
Étant donné un isomorphisme de corps σ de L sur L, on dit qu'une application f de K sur L est σ-linéaire ou semi-linéaire relativement à σ si, quels que soient les vecteurs x et y de E et les scalaires a et b de K, on a f(ax + by) = σ(a)f(x) + σ(b)f(y). Si K = L, les applications linéaires de E dans F ne sont autres que les applications de E dans F qui sont semi-linéaires relativement à l'identité de K. Ainsi, les applications semi-linéaires généralisent les applications linéaires.
Pour toute application semi-linéaire bijective f de E sur F (s'il en existe, les dimensions finies ou infinies de E et F sur K et L respectivement sont alors égales), f envoie toute droite vectorielle de E sur une droite vectorielle de F (les droites vectorielles étant les sous-espaces vectoriels de dimension 1), et dont induit une application u de P(E) sur P(F) : pour toute point x de P(E), qui est une droite vectorielle D de E, u(x) = f(D). On appelle semi-homographie de P(E) sur P(F) toute bijection entre ces ensembles déduite d'une application semi-linéaire bijective de E sur F. Si les dimensions de E et F sont supérieures à 3, l'application u est alors une collinéation de P(E) sur P(F), et il en est de même de la bijection réciproque de u.
On suppose qu'il existe des isomorphismes σ et τ de K sur L, f une application σ-linéaire bijective E sur F et g et une application τ-linéaire bijective de E sur L (les dimensions sont alors égales). Pour que les semi-homographies de P(E) sur P(F) soient égales, il faut et il suffit qu'il existe un élément non nul μ de K tel que τ(a) = σ(μaμ−1) pour tout a dans K et g(v) = f(μv) pour tout v dans E. Si K est commutatif, alors σ = τ et, si de plus K = L, alors cela signigie que g(v) = μf(v) pour toutv dans E (f et g sont proportionnelles).
On suppose que K = L et que tout automorphisme de K est intérieur. Alors toute semi-homographie de P(E) sur P(F) est une homographie.
Exemples
- Si K = L est le corps R des nombres réels, alors l'identité est l'unique automorphisme de R et toute application semi-linéaire de E sur F est une application linéaire et toute semi-homographie de P(E) sur P(F) est une homographie.
- On suppose que K = L est le corps C des nombres complexes. Les applications semi-linéaire de E dans F pour la conjugaison de C ne sont autres que les applications antilinéaires et les semi-homographies de P(E) sur P(F) pour la conjugaison C ne sont autres que les antihomographies. Si E et F sont de dimensions finies, les seuls applications semi-linéaires de E sur F qui sont continues sont les applications linéaires et les applications antilinéaires et les seules semi-homographies de P(E) sur P(F) qui sont continues sont les homographies et les antihomographies.
- On suppose que K = L est le corps H des quaternions. Tout automorphisme de H est un automorphisme intérieur et donc toute semi-homographie de P(E) sur P(F) est une homographie.

### Second théorème fondamental de la géométrie projective
On suppose que les dimensions de E et F sont supérieures ou égales à 3.
Second théorème fondamental de la géométrie projective. Les collinéations de P(E) sur P(F) ne sont autres que les semi-homographies de P(E) sur P(F).
Donc les isomorphismes de P(E) sur P(F) en les considérant du point de vue de la géométrie synthétique sont les semi-homographies. Cela établit un lien entre la géométrie projective et l'algèbre linéaire.
Si K = L est le corps R des nombres réels ou le corps H des quaternions, alors les collinéations de P(E) sur P(F) ne sont autres que les homographies.
Si K = L est le corps C des nombres complexes et si E et F sont de dimensions finies égales, alors les collinéations continues de P(E) sur P(F) ne sont autres que les homographies et les antihomographies.
On suppose qu'il existe une collinéation f de P(E) sur P(F). Alors l'image par f de tout sous-espace projectif de P(E) est un sous-espace projectif de P(F), et f induit donc une bijection g de l'ensemble S des sous-espaces projectifs de P(E) sur l'ensemble T des sous-espaces projectifs de P(F) et g est un isomorphisme d'ensembles ordonnés (ou de treillis) pour l'inclusion (autrement dit, g est une bijection qui est croissante ainsi que sa bijection réciproque). Réciproquement, tout isomorphisme d'ensembles ordonnés de S sur T est induit par une unique collinéation de P(E) sur P(F).